# 施俊守

## 教育
- 和春技術學院